# Anticipation rationnelle
La théorie des anticipations rationnelles a été développée dans les années 1960 en économie, et plus particulièrement en macroéconomie. Elle est utilisée dans la construction de modèles économiques pour représenter le comportement des agents économiques.
Le principe d’un comportement rationnel des agents économiques est plus ancien ; il a été introduit en ce qui concerne les anticipations des agents par John Muth en 1961, mais il a surtout été développé par Robert E. Lucas. C'est le principe fondateur de la Nouvelle économie classique.
Lucas a reçu pour ses travaux le « prix Nobel » d'économie en 1995.
Si l'on étend la représentation de l'économie de sorte à admettre que les agents maximisent leur utilité espérée, c'est-à-dire à considérer le monde comme probabiliste, il est nécessaire pour décrire convenablement le fonctionnement d'une économie de marché d'intégrer la façon dont les agents forment leur évaluation des grandeurs économiques futures (l’inflation, les taux d'interêt, le niveau de leur revenus futurs, etc.).

## Recherches antérieures
Diverses solutions ont été proposées. On a d'abord introduit les anticipations constantes, qui considèrent que les grandeurs économiques sont constantes en espérance entre deux périodes successives. On conçoit aisément que cette première approche soit insuffisante : elle ne permet pas d'anticiper des chocs structurels (guerre, échéance électorale, etc.)
D'autres ont proposé des sophistications de cette première approche. Citons notamment l'hypothèse des anticipations adaptatives des monétaristes, selon laquelle l'erreur de prévision future est directement proportionnelle aux erreurs de prévisions passées. Dans ce cadre, le coefficient de proportionnalité peut s'interpréter comme le poids de la prise en compte du passé. 
- Quand le coefficient est égal à un, on retrouve l'hypothèse des anticipations constantes (poids du passé maximal).
- Quand le coefficient est nul, les anticipations sont complètement aléatoires (les agents ne prennent pas en compte le passé).

## L'apport de Lucas
Robert Lucas a introduit un concept plus puissant : celui des anticipations rationnelles. L'idée est que les agents sont capables de tirer parti de toute l'information disponible pour former leurs anticipations, de sorte qu'en moyenne stochastique, ils ne se trompent pas. Autrement dit, ils évaluent les grandeurs économiques futures à leur espérance conditionnelle à l'espace des informations connues.
Ceci ne signifie pas que les agents sont omniscients, simplement qu'ils ont la même connaissance de l'économie que le modélisateur. Ceci ne signifie pas non plus qu'ils sont de parfaits prédicteurs : le tirage des grandeurs à chaque période n'est pas systématiquement égal à l'espérance de sa loi de probabilité (la loi de probabilité n’est pas dégénérée en une constante, sinon la grandeur serait alors déterministe).

## Incidence sur la modélisation économique et la théorie de la décision
Le concept d'anticipations rationnelles ne fait que prolonger l'hypothèse du consommateur rationnel. Ces deux concepts doivent être interprétés comme des tendances limites, et non comme une description fidèle de la réalité du fonctionnement des économies. À la manière de la méthodologie weberienne de l'idéal type en sociologie, l'économiste force le trait dans sa modélisation du monde pour pouvoir dégager des tendances.
La théorie du choix rationnel en économie est d'ailleurs partiellement contestée, par les recherches faisant appel à la psychologie sociale (économie comportementale, socioéconomie, neuroéconomie). Elles ont notamment introduit les notions de biais cognitifs et de biais émotionnels. Ces biais qui influent la prise de décision peuvent être individuels ou collectifs (effets de groupe). Ce sont ces derniers qui ont une forte incidence sur les évolutions économiques. La théorie a en parallèle développé une recherche sur les anticipations à rationalité limitée des agents.